# Coasta Măgurii, Iași
Coasta Măgurii este un sat în comuna Balș din județul Iași, Moldova, România.